# Blakeley (Oregon)
Blakeley (korábban Eastland) az Amerikai Egyesült Államok Oregon államának Umatilla megyéjében, az Oregon Route 11 közelében elhelyezkedő kísértetváros.
Névadója Robert E. Eastland földtulajdonos, de később felvette William M. Blakley (névváltozatai Blakeley és Blakely) politikus és gazdálkodó nevét.

## Fordítás
- Ez a szócikk részben vagy egészben  a   Blakeley, Oregon című angol Wikipédia-szócikk ezen változatának fordításán alapul.  Az eredeti cikk szerkesztőit annak laptörténete sorolja fel. Ez a jelzés csupán a megfogalmazás eredetét és a szerzői jogokat jelzi, nem szolgál a cikkben szereplő információk forrásmegjelöléseként.